# Sphaerius papulosus
Sphaerius papulosus is een keversoort uit de familie oeverkogeltjes (Sphaeriusidae). De wetenschappelijke naam van de soort werd in 1940 gepubliceerd door Pierre Lesne.